# Danielsville (Georgia)
Danielsville település az Amerikai Egyesült Államok Georgia államában, Madison megyében, melynek megyeszékhelye is. Lakosainak száma 654 fő (2020. április 1.).

## Népesség
A település népességének változása:

| 2010 | 560 |
| 2020 | 654 |